# Golzerensee
Golzerensee (gelegentlich auch Golzernsee) heisst ein mittelgrosser Bergsee im Schweizer Kanton Uri.
Der See liegt in den Glarner Alpen auf 1411 m ü. M. am Nordhang des Maderanertals und wird überwiegend unterirdisch gespeist. Sein Abfluss westwärts heisst Seebach und mündet in den Chärstelenbach, der seinerseits bei Amsteg in die Reuss mündet. Er hat eine Fläche von 60155 m².

## Umgebung

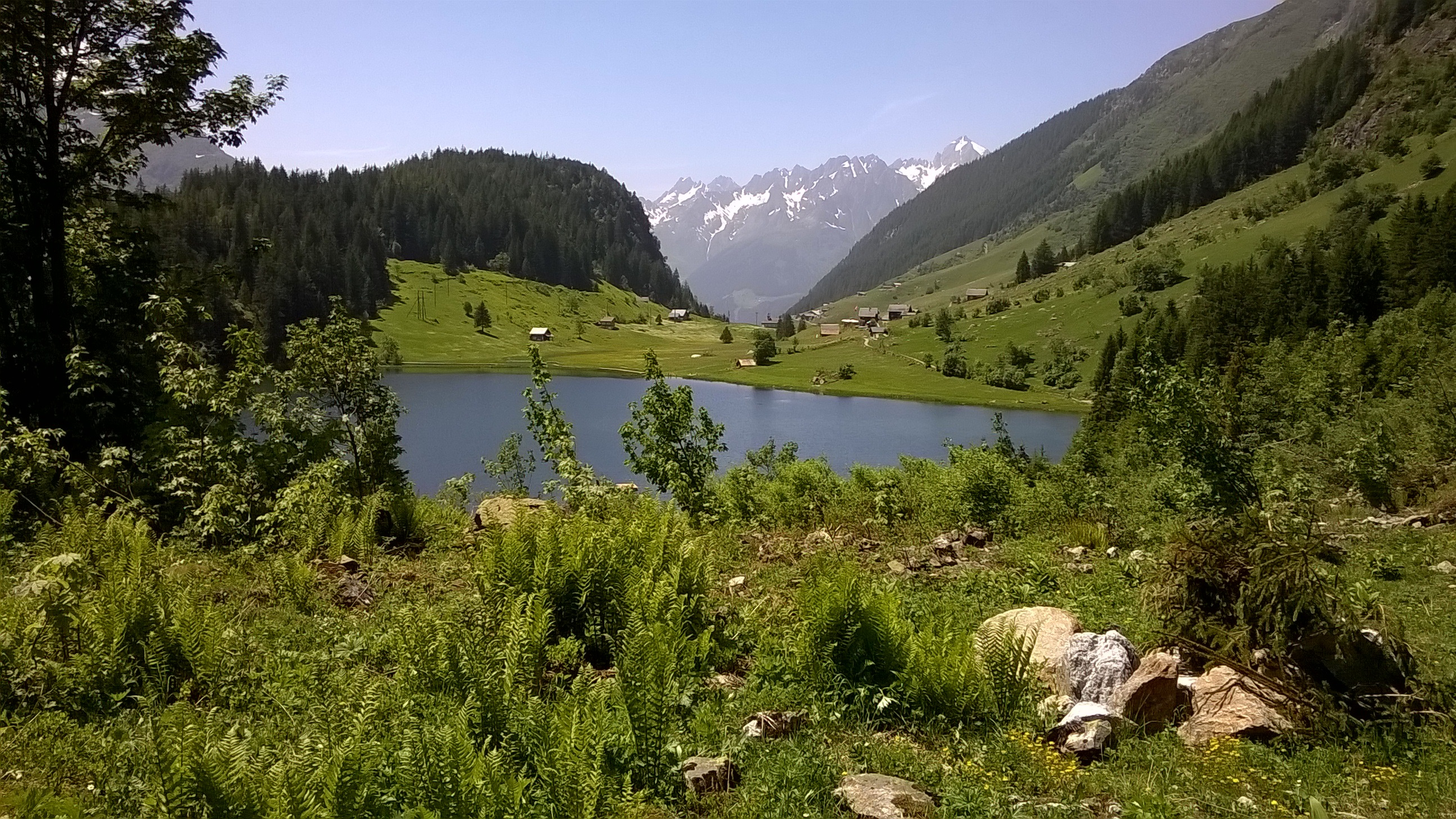
Blick über den Golzerensee Richtung West.

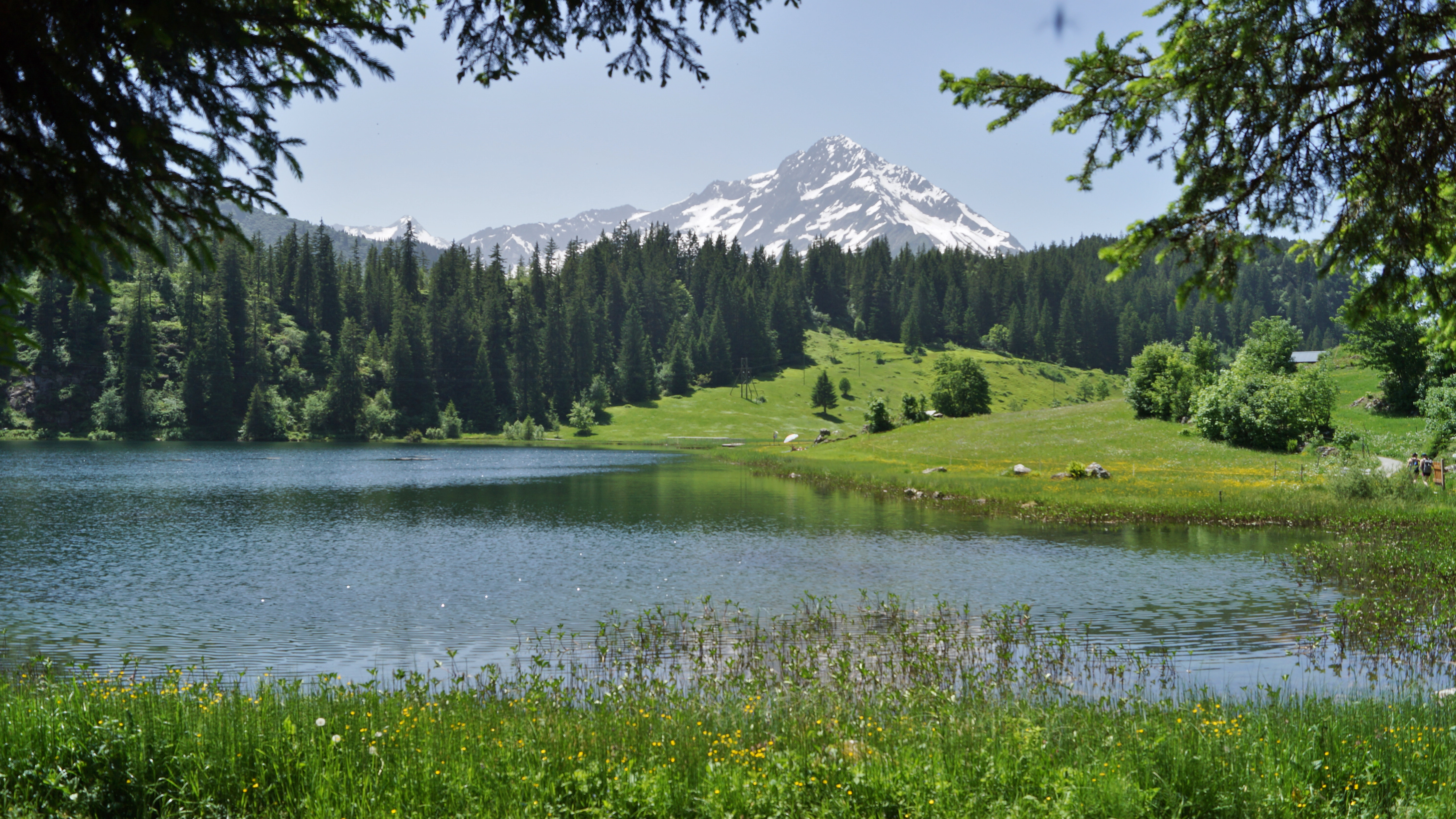
Blick vom Nordufer nach Süden.

Westlich des Sees stehen der «Berggasthof Edelweiss» und das «Restaurant Golzernsee». Der See kann vollständig umrundet werden und auf seiner Ostseite führen zwei Pfade zu einem 75 Meter höher liegenden Aussichtspunkt, von dem man ins hintere Maderanertal und die umliegenden Berge schauen kann. Von seiner Südostseite kann man ins Tal absteigen. Nördlich oberhalb führt der Höhenweg Maderanertal vorbei, über den man zur Windgällenhütte gelangt.
Die Alp Golzeren ist mit einer Luftseilbahn von Bristen erreichbar, von der Bergstation bis zum See sind es 1,4 Kilometer. 

## Nachweise
1. ↑  Name, Lage & Höhe bei «geo admin.ch».
2. ↑  Name, Lage, Höhe & Fläche bei «ortsnamen.ch».